# The Glitch Mob
The Glitch Mob és un grup de música electrònica americà de Los Angeles, Califòrnia. L'integren edIT (Edward Ma), Boreta (Justin Boreta) i Ooah (Josh Mayer). Chris Martins de LA Weekly va notar que "indubtablement han trobat l'audiència més gran fins ara d'entre qualsevol artista de l'escena beat de Los Angeles".

## Història
The Glitch Mob, al principi quatre amb Kraddy, es va formar dins la naixent escena 'beat' bass-driven de Los Angeles. Va assolir reconeixement actuant en viu, havent decidit interpretar amb laptops i controladores MIDI com el Lemur. Van guanyar admiradors gràcies a l'exhibició de tal tecnologia en actuacions en solitari; després de captar atenció a Los Angeles i San Francisco el grup finalment va fer gires més extenses per la Costa Oest, i després per diversos festivals d'arreu del món. Després d'al·legar "diferències creatives," el membre fundador Kraddy va deixar el grup el 2009.
El primer àlbum de The Glitch Mob, Drink the Sea, va escalar fins a la posició 57 al Top 200 de la taula de la College Radio del web musical amb seu novaiorquesa CMJ. El debut de l'àlbum va motivar la revista Electronic Musician a fer un cover story sobre el trio. El seu single "Drive It Like You Stole It" va ser número 2 de la llista Top Downloads del 2010 al web XLR8R. El single "Warrior Concerto" va ser utilitzat al tràiler oficial de The Crew. L'àlbum sofomor del grup, Love Death Immortality, arribà al número 1 de la taula del Billboard Dance/Electronic i al número 13 del Billboard 200. La seva remescla de "Seven Nation Army" dels The White Stripes aparegué al tràiler de la pel·lícula del 2013 G.I. Joe: Retaliation, com també al tràiler del videojoc shooter en primera persona sobre la Primera Guerra Mundial, Battlefield 1. La seva cançó "Skullclub" va aparèixer en un anunci d'Amazon Echo.

## Touring
Durant la seva 2014 gira The Glitch Mob va actuar amb un nou element musical que anomenaren "The Blade". Construït per dissenyadors de sets de pel·lícules de cinema, és una peça de set pintada i personalitzada que alberga alhora llums i instruments. En una entrevista a Sound of Boston Josh Mayer va explicar: "realment representa qui som i el que intentem dir, i és només una cosa funcional que ens permet interpretar la nostra música de la manera que volem."

## Discografia

### Àlbums
- Drink the Sea (2010)
- Drink the Sea - The Remixes (2011)
- Love Death Immortality (2014)
- Love Death Immortality Remixes (2015)
- See Without Eyes (2018)

### Extended plays
- We Can Make the World Stop (2011)
- Piece of the Indestructible (2015)

### Singles
- "Episode 8" (featuring D-Styles) (2009)
- "Black Aura" (featuring Theophilus London) (2009)
- "Beyond Monday" (2010)
- "Drive It Like You Stole It" (2010)
- "Warrior Concerto" (2011)
- "We Can Make the World Stop" (2011)
- "Can't Kill Us" (2013)
- "Better Hide, Better Run" (featuring Mark Johns) (2015)
- "How Could This Be Wrong" (featuring Tula) (2018)[14]
- "Take Me With You" (featuring Arama) (2018)
- "I Could Be Anything" (featuring Elohim) (2018)[15]
- "Go Light" (2018)
- "Rise" (featuring Mako and The Word Alive) (2018)[16]
- "System Bleed" (with Lick) (2019)[17]
- "Lazer Vision" (with Zeke Beats) (2019)[18]
- "Momentary Lapse" (with 1788-L) (2019)[19]

### Mixtapes
- Crush Mode (2008)
- Local Area Network (2009)
- Drink the Sea Part II: The Mixtape (2010)
- More Voltage (2011)
- Do Lab Mix 2016 (2016)

### Remescles
- Matty G – "West Coast Rocks" (2008)
- Evil Nine – "All the Cash" (2008)
- Coheed and Cambria – "Feathers" (2008)
- STS9 – "Beyond Right Now" (2008)
- TV on the Radio – "Red Dress" (2009)
- Nalepa – "Monday" (2009)
- Linkin Park – "Waiting for the End" (2010)
- Krazy Baldhead – "The 4th Movement" (2010)
- Daft Punk – "Derezzed" (2011)[20]
- The White Stripes – "Seven Nation Army" (2011)
- Bassnectar – "Heads Up" (2012)
- The Prodigy – "Breathe" (2012)
- Metallica – "Lords of Summer" (2015)
- Illenium – "Crawl Outta Love" (2018)[21]
- Odesza featuring Sasha Sloan – "Falls" (2018)[22]

### Vídeos musicals
- "Beyond Monday" (2010)
- "Between Two Points" (2011)
- "We Can Make the World Stop" (2011)
- "Can't Kill Us" (2013)
- "How Could This Be Wrong (feat. Tula)" (2018)
- “Take Me With You (feat. Arama)” (2018)